# Seth MacFarlane
Seth Woodbury MacFarlane (født 26. oktober 1973) er en amerikansk animator, filmmanuskriptforfatter, instruktør og tegnefilmsdubber, skuespiller, producer, sanger og komiker. Han er mest kendt som skaberen af de tre satiriske tegnefilmsserier Family Guy, The Cleveland Show og American Dad!. Han er ejer og grundlægger af produktionsselskabet Fuzzy Door Productions. som har stået for produktionen af hans serier, heriblandt også hans Family Guy spin-off, The Cleveland Show.
Seth MacFarlane skulle have været ombord på flyet American Airlines' flynummer 11, der 11. september 2001 fløj ind i World Trade Centers nordlige tårn, men da han kom for sent ud i lufthavnen, nåede han ikke flyet.

## Filmografi
Seth MacFarlane har blandt andet medvirket i følgende:

### Tv
- Family Guy (1999-2003, 2005-, animation, manuskript, produktion, stemme mm.)
- American Dad! (2005-, animation, manuskript, produktion, stemme, musik mm.)
- The Cleveland Show (2009-)

### Spillefilm
- Hellboy II: The Golden Army (2008, stemme)
- A Million Ways to Die in the West (2014, manuskript, instruktion, skuespiller mm.)
- Syng (2016, stemme)